# Basilisco (nome)
Basilisco  è un nome proprio di persona italiano maschile.

## Varianti
- Femminili: Basilisca[2]

### Varianti in altre lingue
- Basco: Basilisko
- Catalano: Basilisc[3]
- Ceco: Bazilišek
- Croato: Bazilisk
- Greco antico: Βασιλίσκος (Basiliskos)[4]
- Latino: Basiliscus[1]
- Lettone: Bazilisks
- Polacco: Bazyliskus, Bazyliszek
- Russo: Василиск (Vasilisk)
- Spagnolo: Basilisco[3]
- Ungherese: Baziliszkusz

## Origine e diffusione
Continua il nome greco antico Βασιλίσκος (Basiliskos), che è basato sull'aggettivo βασιλίσκος (basiliskos); è un diminutivo di βασιλεύς (basileus, "re"), e quindi significa "piccolo re" (come Joyce e Cirillo) oppure "principe"; allo stesso termine greco risalgono diversi altri nomi, quali Basilio, Basilide e Basilissa, quindi alcune fonti considerano questo nome una variante di Basilio.
Questo nome è portato anche dal mitologico basilisco, il cui sguardo e respiro, secondo la leggenda, sono mortali: tale bestia è così chiamata per via di una cresta o di una macchia sul capo che ricorda per forma una corona.

## Onomastico
L'onomastico si può festeggiare il 22 maggio in memoria di san Basilisco, vescovo di Comana nel Ponto, martire con diversi altri compagni sotto Galerio

## Persone
- Basilisco, imperatore romano d'oriente.